# Ізов (пункт контролю)
50°49′19″ пн. ш. 24°3′37″ сх. д. / 50.82194° пн. ш. 24.06028° сх. д.
Ізо́в — міжнародний залізничний пункт контролю через державний кордон України на кордоні з Польщею. Розташований у селі Рокитниця Володимирського району Волинської області, на станції Ізов. З польського боку розташований пункт контролю у місті Грубешів.
Характер перевезень — вантажний.
Окрім радіологічного, митного та прикордонного контролю, залізничний пункт пропуску «Володимир — Грубешів» може здійснювати санітарно-епідеміологічний, фітосанітарний та екологічний контроль.
Міжнародний залізничний пункт пропуску «Володимир — Грубешів», відділ митного оформлення № 2 входить до складу митного поста «Володимир Волинської митниці ДФС». Код пункту пропуску — UA205130(123).